# Punta Marina
La punta Marina es un cabo ubicado en la costa noroeste de la isla Soledad del archipiélago de las Malvinas, que según la Organización de las Naciones Unidas (ONU), está en litigio de soberanía entre el Reino Unido, quien la administra como parte del territorio británico de ultramar de las Malvinas, y la Argentina, quien reclama su devolución, y la integra en el departamento Islas del Atlántico Sur de la provincia de Tierra del Fuego, Antártida e Islas del Atlántico Sur.
Esta punta se encuentra al fondo del saco sur de la bahía San Carlos, que es llamado brazo San Carlos, y está enfrente de la bahía Bonners y del asentamiento de San Carlos. También se halla en cercanías de la Bahía Ajax, situada al norte, y próxima a los escenarios de la batalla de San Carlos ocurrida luego del desembarco británico durante la guerra de las Malvinas de 1982. 